# Argiolestes convergens
Argiolestes convergens är en trollsländeart som beskrevs av Maurits Anne Lieftinck 1949. Argiolestes convergens ingår i släktet Argiolestes och familjen Megapodagrionidae. Inga underarter finns listade i Catalogue of Life.